# Ramalina furcellangulida
Ramalina furcellangulida är en lavart som beskrevs av Aptroot. Ramalina furcellangulida ingår i släktet Ramalina och familjen Ramalinaceae.   Inga underarter finns listade i Catalogue of Life.